# 伊帕廷加

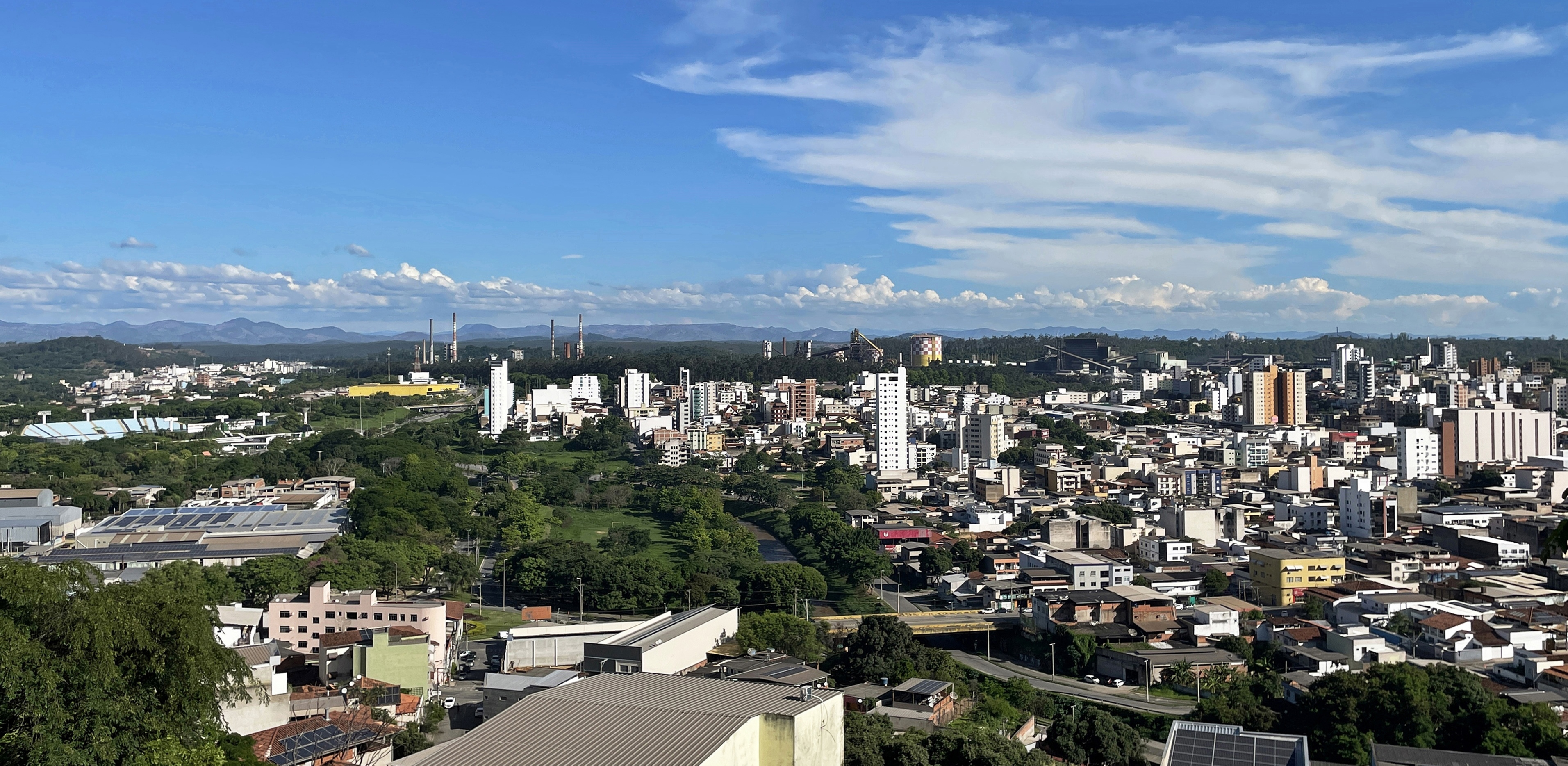
伊帕廷加

伊帕廷加（Ipatinga）是巴西的城市，位於該國東南部，距離貝洛奧里藏特217公里，由米納斯吉拉斯州負責管轄，面積165.5平方公里，海拔高度220米，2009年人口244,508。

## 外部連結
- Official website （页面存档备份，存于）
- Ipatinga.org

19°30′S 42°32′W / 19.500°S 42.533°W